# Tucuxi
De tucuxi of Amazonedolfijn (Sotalia fluviatilis) is een soort dolfijn. Hoewel de soort enkel in de Amazone en zijn zijrivieren leeft, behoort hij toch niet tot de familie der rivierdolfijnen. De tucuxi is een bedreigde soort.

## Taxonomie
Hij wordt vaak als één soort gezien met Sotalia guianensis, die rond de kusten rond de monding van de Amazone leeft, maar genetisch gezien verschillen ze te veel om dit nog langer zo te erkennen. De tucuxi is uiterlijk nauwelijks te onderscheiden van zijn verwant, maar hij is gemiddeld iets kleiner.
Het is ook onduidelijk of de sotalia's in de Orinoco tot een van beide soorten behoort.

## Uiterlijk
De tucuxi is grijsblauw van kleur met aan de onderkant tinten die naar roze neigen.
Fysiek lijken zowel de tucuxi als de Sotalia guianensis op de tuimelaar, bekend uit dolfinaria, maar ze hebben een kleinere rugvin en zijn ook globaal opvallend kleiner.
Amazonedolfijnen worden circa 1,50 meter lang.

## Gedrag
De tucuxi leeft in kleine, hechte groepjes van enkele tot circa 20 exemplaren. Ze zouden ongeveer 35 jaar kunnen worden.
Amazonedolfijnen vertonen het typisch speelse gedrag van dolfijnen: spyhoppen, plonzen met de staart, klapperen met de buikvinnen en door het water schieten.
Amazonedolfijnen eten een hele waaier aan vissoorten, die ze soms samen met rivierdolfijnen bejagen.

## Mensen
Het aantal tucuxi's is onbekend, maar wel bekend is dat de diersoort onder zekere druk van menselijke activiteit staat. Zo verstrikken ze soms in visnetten of krijgen ze te kampen met het giftige kwik, afkomstig van goudwinning. Er wordt ook op ze gejaagd voor voedsel.
De dieren gedijen over het algemeen niet goed in aquaria. In januari 2010 overleed de laatste tucuxi buiten Zuid-Amerika in het dolfinarium van de All Wetter Zoo in Münster, Duitsland.